# Lexus F
Lexus F – linia samochodów wyczynowych, produkowanych seryjnie przez firmę Lexus jako gruntowne, fabryczne modyfikacje modeli standardowych.
Samochody w tej wersji wyróżnia charakterystyczne logo ze stylizowaną literą F kojarzonej z kształtem zakrętu 27R na torze wyścigowym Fuji International Speedway oraz nazwą tego toru.
Pierwszym modelem linii F był przedstawiony w styczniu 2007 Lexus IS F, wyposażony w pięciolitrowy silnik V8 o mocy 423 KM i momencie obrotowym 505 Nm.
Wkrótce po premierze IS F zaprezentowano koncepcyjne sportowe coupe Lexus LFA – jedyny pojazd linii F niemający odpowiednika w standardowej ofercie firmy. Dwumiejscowy LFA, którego karoserię wykonano z kompozytów zbrojonych włóknem węglowym, napędza wolnossący silnik V10 o pojemności skokowej 4,8 l i mocy 552 KM, zapewniający prędkość maksymalną 320 km/h. Samochód produkowany był w latach 2010–2012 na indywidualne zamówienia w limitowanej serii 500 egzemplarzy.
W roku 2014 do oferty wprowadzono coupe Lexus RC F z nowatorskim, pięciolitrowym silnikiem V8 o zmiennym cyklu pracy i mocy 477 KM, współpracującym z ośmiobiegową automatyczną skrzynią biegów z bezpośrednią zmianą przełożeń (Sport Direct Shift) i przeniesieniem napędu na tylną oś za pośrednictwem aktywnego mechanizmu różnicowego TVD (Torque Vectoring Differential).
Najnowszą konstrukcją w linii F jest zaprezentowany w roku 2014 Lexus GS F, wyposażony w zapożyczoną z modelu RC F jednostkę napędową V8 5.0 l 477 KM.